# 官舟水库
官舟水库是中国贵州省铜仁市沿河土家族自治县境内的一座水库，位于官舟河上，建于1980年。水库正常库容为1280万立方米，集雨面积为30平方千米，海拔为772米。